# Code: unbekannt
Code: unbekannt ist ein französisch-deutsch-rumänischer Film von Michael Haneke aus dem Jahr 2000. Der französische Titel Code inconnu hat zusätzlich den Untertitel Récit incomplet de divers voyages, was auf Deutsch etwa „Unvollständige Erzählung über verschiedene Reisen“ bedeutet.

## Handlung
Der Film beginnt mit einem gehörlosen Mädchen, das anderen, ebenso gehörlosen Kindern einen Begriff darzustellen versucht, der aber nicht erraten wird.
Die Schauspielerin Anne ist mit dem Fotografen Georges liiert, der aber meistens in Krisengebieten arbeitet und sich zusehends vom normalen Leben entfremdet. Er hat einen jüngeren Bruder namens Jean, der vor seinem Vater nach Paris flieht, da dieser ihn zwingt, den elterlichen Bauernhof zu übernehmen. Jean will bei Anne und Georges unterkommen, doch er weiß den Code für die Haustür nicht und kann nicht in deren Wohnung. Als er Anne trifft, die zu einer Probe muss, kauft sie für beide Gebäck, nimmt einen Teil für sich, schenkt Jean den Rest und gibt ihm den Code für die Haustür.
Als Jean fertig gegessen hat, wirft er die leere Tüte der rumänischen Bettlerin Maria in den Schoß, aber der junge Senegalese Amadou sieht es und stellt ihn zur Rede, er solle sich bei der Bettlerin entschuldigen. Der Streit eskaliert und mündet in einer Schlägerei, bis die Polizei kommt und Amadou trotz gültiger Papiere mitnimmt. Durch seinen Einsatz hat Amadou die Polizisten ungewollt auf die Bettlerin angesetzt, die sie kontrollieren und feststellen, dass sie illegal in Frankreich ist.
Nun sind Aufnahmen mit Anne zu sehen, die in einer Rolle als Schauspielerin mit einem Immobilienmakler eine Hausbegehung macht und diesen verwundert auf einen Raum mit zugemauerten Fenstern hinweist. Zur Demonstration schließt der Makler die Tür, um zu zeigen, dass kein Geräusch von außerhalb in den Raum dringt. Plötzlich hört sie einen Kameramann sagen, dass er sie eingeschlossen habe und jetzt Gas in das Zimmer einleiten werde, um die pure Angst in ihrem Gesicht zu filmen.
Danach ist Anne in ihrer Wohnung beim Bügeln zu sehen. Durch die Wand zum Nachbarn hört sie das Geschrei eines Kindes, das von seinem Vater anscheinend misshandelt wird. Später entdeckt sie einen kleinen Zettel mit dem Hilferuf eines neunjährigen Mädchens. Als sie mit Georges einkaufen geht, erklärt sie ihm die Sache, doch er weiß keinen Rat, was die beiden in Streit verfallen lässt.

## Kritiken
Das Lexikon des internationalen Films befand, der „ebenso dichte wie spannende Film“ erweise sich als Michael Hanekes neuerliches „Lob des Fragmentarischen“ und als Einspruch gegen die „beständige Tendenz des menschlichen Geistes zur Sinnstiftung“.
Bei critic.de wurde gewertet: „Eng mit der Hauptthematik menschlicher Kommunikationsstörung verknüpft schildert Haneke aktuelle sozial-politische Probleme wie Migration, Diskriminierung, Generationskonflikte, gesellschaftliche Entfremdung und Erkaltung, was seinem Film einen realitätsnahen Hintergrund verleiht. Gleichzeitig stellt Code: unbekannt seinen Kunstcharakter ganz offen zur Schau und eröffnet einen selbstreflexiven Diskurs über die (Un-)Wahrhaftigkeit medialer Inszenierungen.“
Die Fernsehzeitschrift prisma schrieb, dieser Episodenfilm verstehe sich als „pessimistische Betrachtung gegenwärtiger Missverhältnisse“, speziell die „Isolation des Individuums“. Dabei drücke Regisseur Haneke derart deftig den „pädagogischen Stempel“ auf die verschiedenen Geschichten, dass auch die guten Darsteller nichts retten könnten und kam zum Fazit, dass ständige „Labereien“ über Identitätssuche in dieser kommunikationsarmen Konsumgesellschaft in „keinster Weise“ (sic!) originell seien, sondern „einem auf Dauer extrem auf die Nerven“ gehen würden.
kino.de urteilte: „Aus fragmentarischen Episoden entsteht eine verstörende und pessimistische Gegenwartsbetrachtung. Keine leicht konsumierbare, dafür aber interessante Kino-Kost für Connaisseure, die ihren Kopf nicht an der Garderobe abgeben.“ „Es geht nicht […] um nackte Gewalt, sondern sehr subtil um gesellschaftliche Strukturen, die den Menschen unter Druck setzen, um die Ursachen der Gewalt.“ „Durchgehend roter Faden ist die Reflexion über und die Suche nach der Wahrheit, die subjektiv empfundene sowie die mediale, der Mangel an Kommunikation. Das Fremdsein bezieht sich nicht nur auf die Immigranten, sondern auf alle Protagonisten, für Haneke sorgt die Sprache mit ihren spezifischen Interpretationsmöglichkeiten per se für babylonische Verwirrung.“

## Auszeichnungen
- Auf dem Camerimage-Filmfestival 2000 war der Film für einen Goldenen Frosch nominiert.
- Bei den Internationalen Filmfestspielen von Cannes 2000 wurde der Film mit dem Sonderpreis der ökumenischen Jury ausgezeichnet. Außerdem war er für die Goldene Palme nominiert.